# Amt Schenefeld
Amt Schenefeld er et amt i det nordlige Tyskland, beliggende i den nordlige del af Kreis Steinburg. Kreis Steinburg ligger i den sydvestlige del af delstaten Slesvig-Holsten. Administrationen i amtet er beliggende i byen Schenefeld. Amtet grænser mod nord til Kreis Rendsburg-Eckernförde, mod vest til Kreis Dithmarschen, mod syd til Amt Wilstermarsch og mod øst til Amt Itzehoe-Land.

## Kommuner i Amtet
| - Aasbüttel - Agethorst - Besdorf - Bokelrehm - Bokhorst - Christinenthal - Gribbohm - Hadenfeld | - Holstenniendorf - Kaisborstel - Looft - Nienbüttel - Nutteln - Oldenborstel - Pöschendorf | - Puls - Reher - Schenefeld - Vaale - Vaalermoor - Wacken - Warringholz |

## Historie
Amt Schenefeld blev oprettet i sin nuværende form 1. april 1970. I forbindelse med forvaltningsreformen blev 17 kommuner fra Kreis Rendsburg indlemmet i Kreis Steinburg, deraf syv kommuner fra det gamle Amt Schenefeld og ti kommuner fra det gamle Amt Wacken. Fra det samtidigt nedlagte Amt Hohenaspe indtrådte kommunerne Christinenthal, Hadenfeld, Kaisborstel, Looft, Pöschendorf og Reher i det nye Amt.

## Eksterne kilder og henvisninger
1. ↑  "Kommunesammenlægning"

- Amt Schenefeld